# Lycaste dowiana
Lycaste dowiana là một loài thực vật có hoa trong họ Lan. Loài này được Endres & Rchb.f. mô tả khoa học đầu tiên năm 1874.

## Hình ảnh

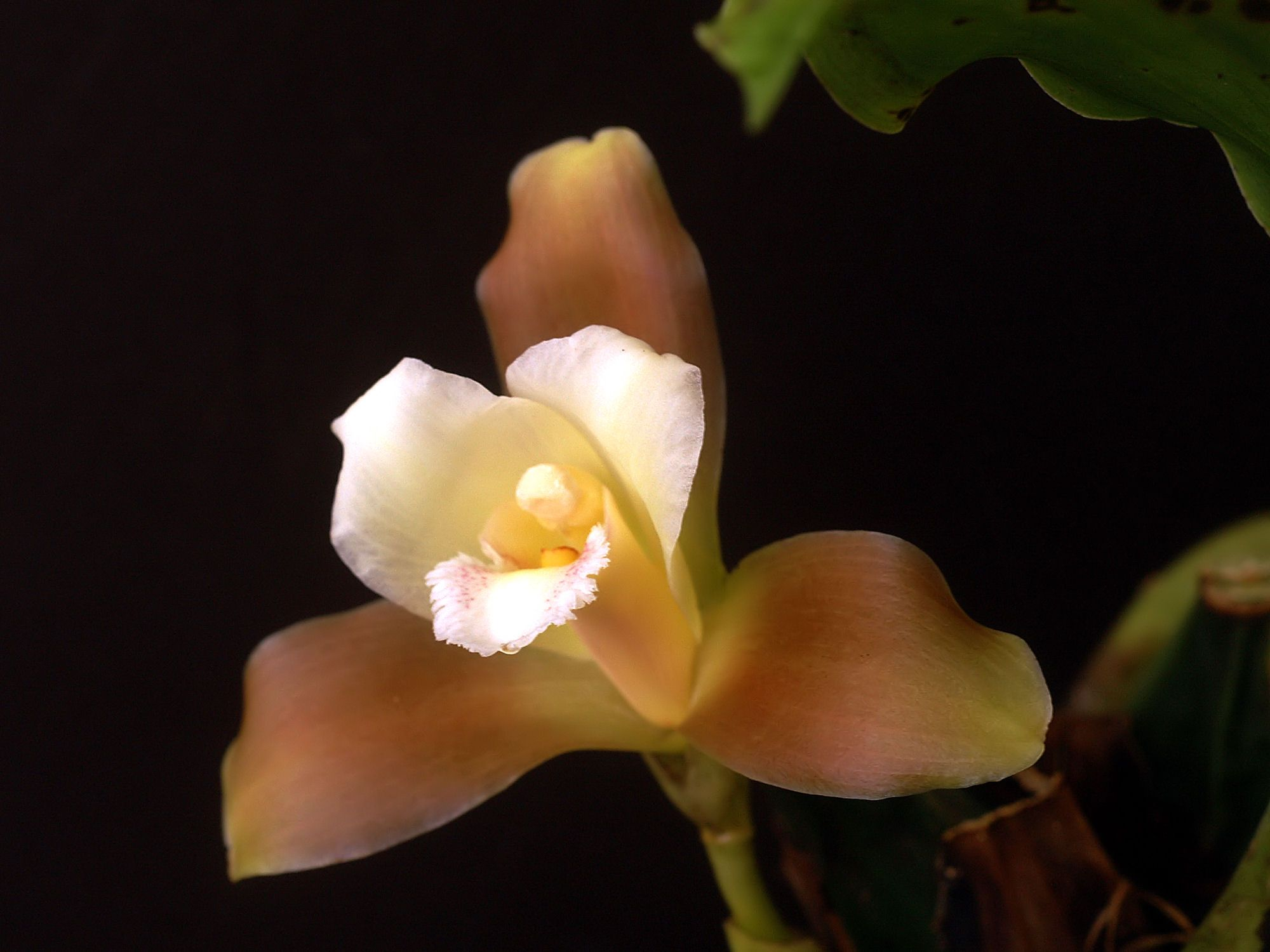
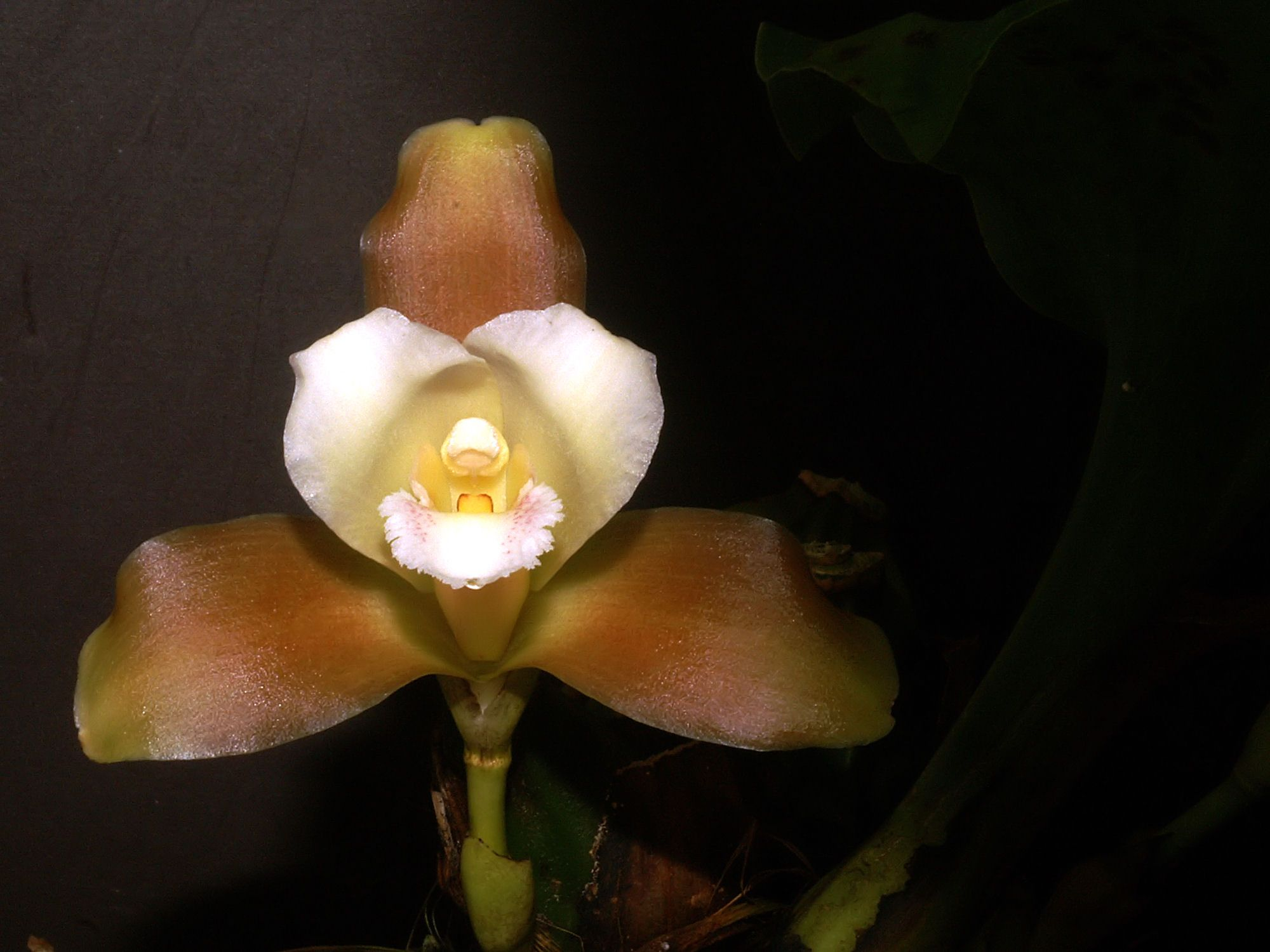
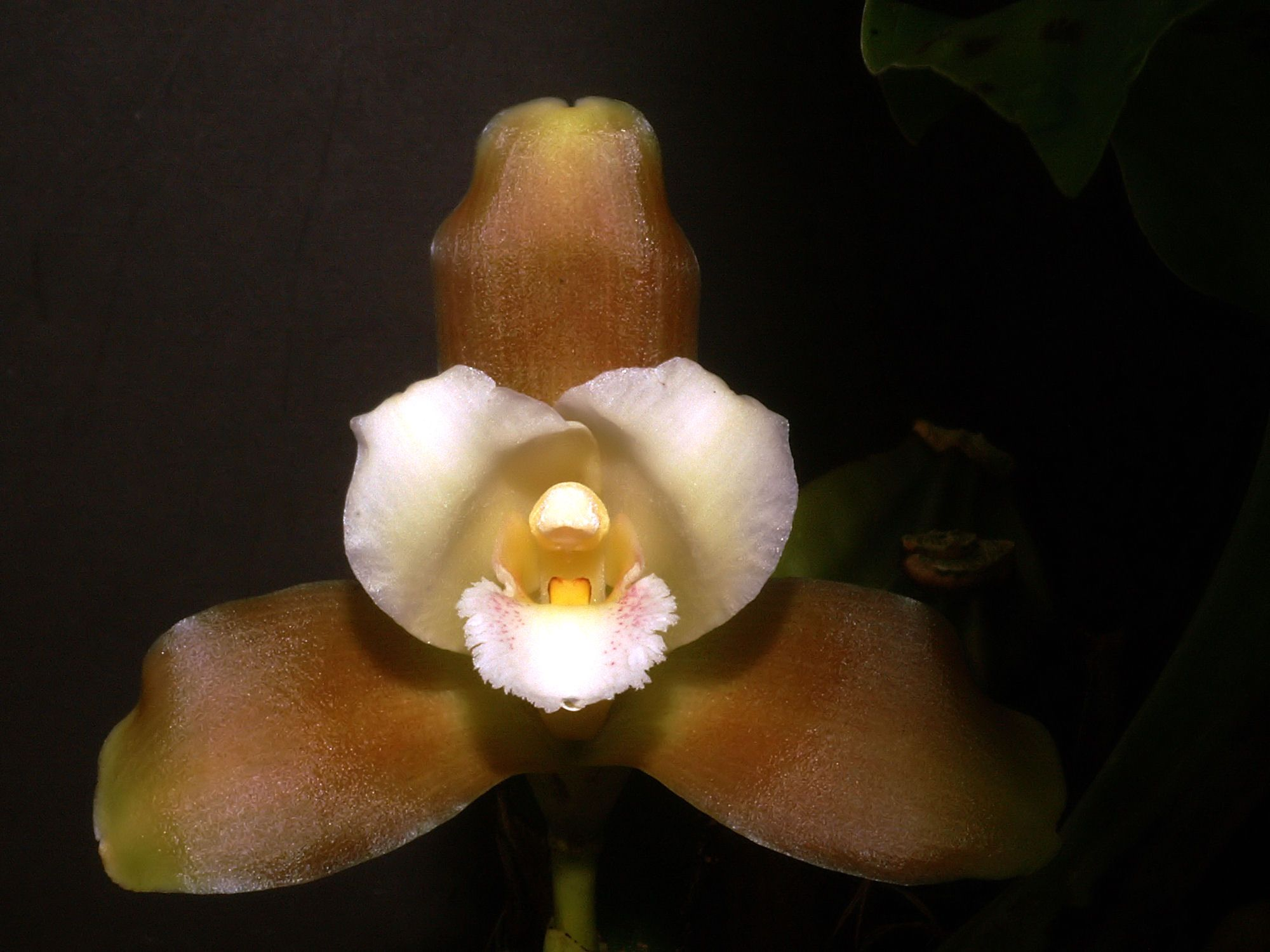
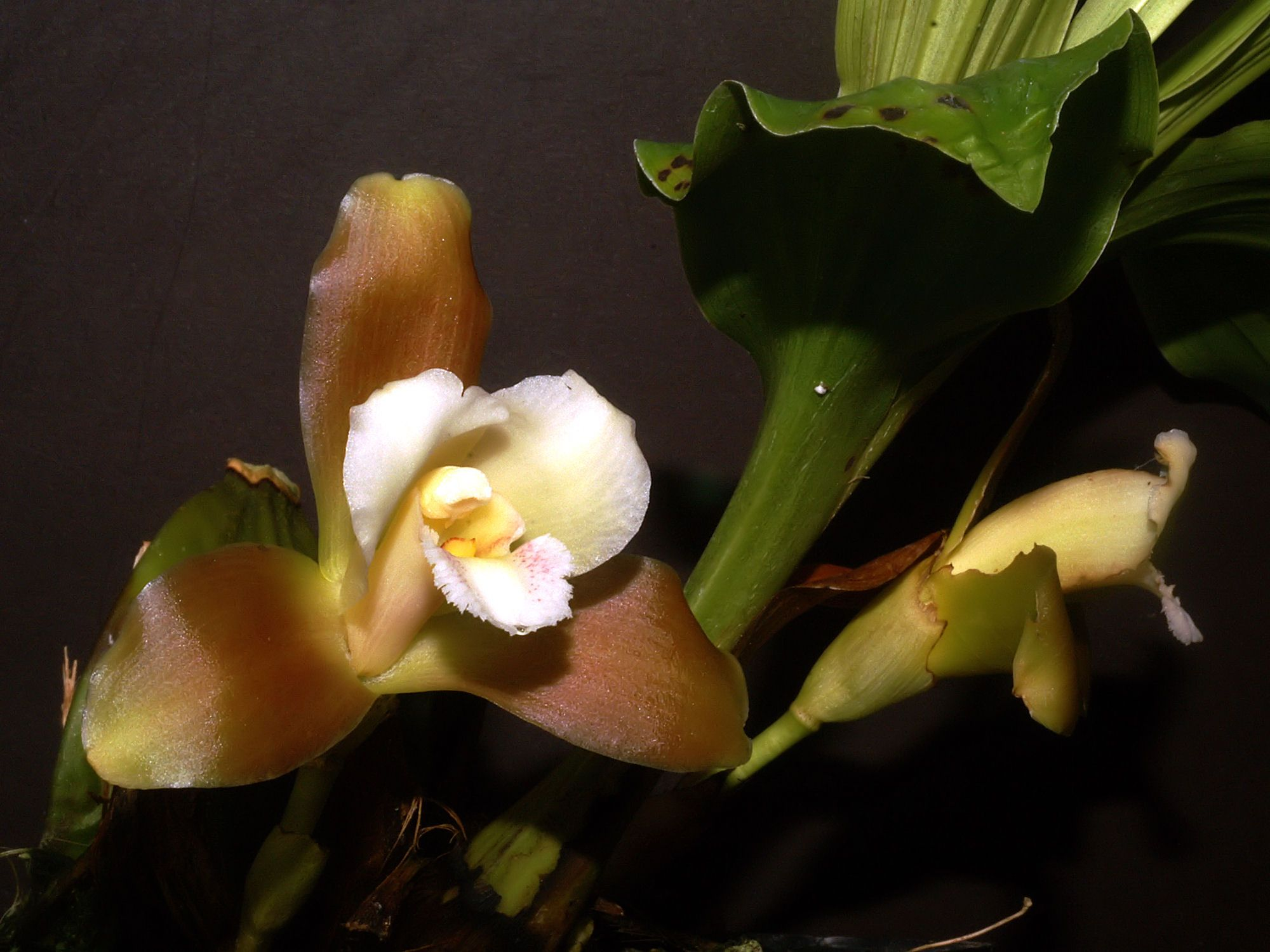